# Salou
Salou [səˈlɔʊ̯] ist eine Küstenstadt in der Provinz Tarragona (Katalonien/Spanien), etwa 15 km von der Provinzhauptstadt Tarragona entfernt. Sie hat 30.810 Einwohner (Stand: 2024).
Die Wirtschaft der Stadt basiert hauptsächlich auf dem Tourismus. In der Nähe befindet sich das Freizeitresort PortAventura World.
Die Stadt verfügt über vier größere Strände. Die Platja de Llevant (Oststrand), ist mit einer Länge von 1,2 km der größte. Daneben gibt es einige kleinere Badebuchten.
An der Strandpromenade Passeig de Jaume I. befindet sich eine als Casa Bonet bekannte Villa, die vom Architekten Domènech Sugranyes i Gras entworfen wurde, einem Schüler Antoni Gaudís.

## Geschichte
Genutzt als Hafen von den Griechen und Römern taucht es in der geschichtlichen Aufschreibung das nächste Mal während eines wichtigen Ereignisses auf: Die Flucht des James I. von Aragon im Jahre 1229. Er hat von Salou aus die Balearischen Inseln bezwungen und schließlich das Königreich Mallorca gegründet. Im Jahre 1286 ist ebenfalls Alfons III. von Aragon von Salou gestartet, um Menorca zu erobern. Später wurde Salou zu einem Stützpunkt für Piraten. Der Erzbischof von Tarragona ließ im Jahre 1530 eine Verteidigungsanlage mit dem Namen Torre Vella in Salou errichten. Im Jahre 1865 wurde der Bahnhof in Betrieb gesetzt, der somit eine neue Entwicklungsphase einläutete, die 100 Jahre später zu einem Touristenboom und damit zu Reichtum für die Gemeinde führte. Salou wurde im Jahre 1989 von der Nachbargemeinde Vila-seca abgespalten.

## Sehenswürdigkeiten

### Historische Gebäude und Denkmäler
- Die Kirche Santa Maria del mar
- Torre Vella
- Das Büro des Hafenmeisters
- Denkmal des Jaume I
- Der Brunnen  Font lluminosa
- Das Denkmal für die Fischer
- Der alte Bahnhof[5]

### PortAventura Resort
Das PortAventura ist ein ständig wachsender Freizeitpark an der Costa Daurada. Das Resort verfügt über luxuriöse 4-Sterne-Zimmer, einen Themenpark (Costa Caribe Aquatic Park) und ein Konferenzzentrum. Die Hauptattraktionen des Themenparks sind der Dragon Khan, ein großer B&M mega-looper, Furius Baco, eine der schnellsten Achterbahnen Europas, und der Hurricane Condor, ein großer Turm, der den freien Fall aus 100 m Höhe simuliert. Im Jahr 2012 eröffnete eine neue Achterbahn, die Shambhala: Expedición al Himalaya, direkt neben dem Dragon Kahn. Der Park bietet darüber hinaus eine große Multi-Media Show, die FiestaAventura genannt wird. Jede Nacht zwischen Ende Juni und Ende August werden Feuerwerke, Fontänen und Paraden gezeigt. Ferrari Land mit dem höchsten und schnellsten Beschleuniger und ein Ferrari Hotel werden im Jahr 2017 eröffnet werden.

### Lumine Mediterranea Strand & Golf Club
Salou beherbergt außerdem den Lumine Golf Club (ehemalig bekannt als PortAventura golf). Es gibt drei Plätze: Norden, Süden und Zentral. Der nördliche und zentrale sind von Greg Norman und der südliche durch das „Green Project“ entworfen worden.[1] Die Einrichtungen bestehen aus zwei Clubhäusern, einem Strandclub, ein Lumine-Restaurant, ein Hoyo 19 Restaurant, Geschäften, Mietservices und einer Golfschule. In der Zukunft werden in der Umgebung des Golfplätze sechs Wohnsiedlungen entstehen und darüber hinaus zwei 5-Sterne-Hotels, eine Sportanlage und eine internationale Schule.

### Teatre Auditori de Salou
Das Auditorium Theatre of Salou (Teatre Auditori de Salou) ist ein wichtiger Teil des lokalen kulturellen und Freizeitaktivitäten. Das Theater beherbergt politische, schulische und kulturelle Veranstaltungen und hat darüber hinaus schon berühmte Musiker wie Sergio Dalma in die Region gezogen.

### Strände

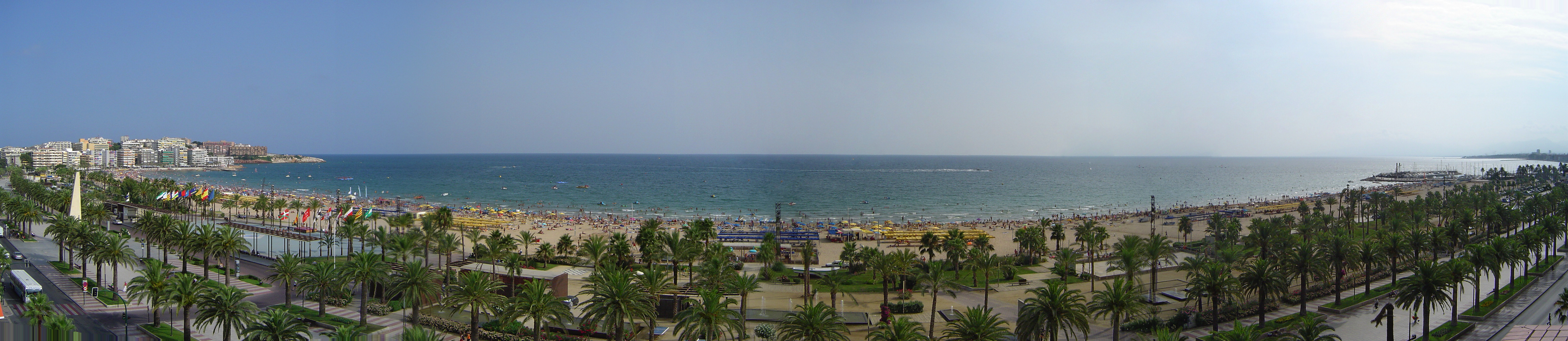
Llevant Strand

Salous hauptsächliche Promenade ist die Passage Jaume I, die die Küste entlang bis zum Llevant Strand führt, dem längsten Strand der Stadt. Andere Strände sind der Strand de Ponent, Platja dels Capellans, Platja Llarga und die Bucht Crancs. Salou hat 34 Blaue-Flaggen Strände.

## Lokale Feste
- Kavalkade der heiligen drei Könige (Januar)
- Cós Blanc (Winterfestival, erste Woche im Februar)
- Internationales Dame-Turnier „Salou Open“ (Mai)
- Kinderfestival (Juni)
- Fest des Sant’ Joan (Ende Juni)
- Nits Daurades (Sommerfestival, in der Woche vom 15. August)
- Fest des Königs Jaume I (7. September)
- Nationalfeiertag von Katalonien (11. September)
- Fest der Segregació (30. Oktober)